# Rosersbergs övningsfält
Rosersbergs övningsfält är ett militärt övningsfält som är beläget i Rosersberg cirka 35 km norr om Stockholm och ligger inom Sigtuna kommun.

## Historik
Bakgrunden till att skjutfältet anordnades var att Infanteriskjutskolan bildades och förlades till Rosersbergs slott. Infanteriskjutskolan var fram till 1961 förlagda till Rosersberg, därefter avskildes förläggningen från skjutfältet och överläts till Civilförsvarsstyrelsen. Den mark som skjutfältet omfattade kvarstod i försvarets regi, dock så har det i samband med att Arlanda flygplats togs i bruk begränsats till ett övningsfält. Från 2000 förvaltas skjutfältet av Livgardet.

## Verksamhet
Då flygtrafiken till och från Arlanda flygplats sedan 1963 omöjliggjort skjutverksamhet vid Rosersberg, så används det som ett övningsfält med viss verksamhet vid skjutbanorna. Övningsfältet används av de förband som finns i Stockholmsområdet samt även frivilligförsvaret. I Botele Udd, som ligger på övningsfältet, ligger även Försvarsmaktens hundtjänstenhet.